# Метт Кавотта
Метт Кавотта (англ. Matt Cavotta) — американський художник і письменник. Його творчість зосереджена на жанрі фентезі зі значним внеском у такі популярні ігри, як magic: The Gathering і Dungeons & Dragons.

## Кар'єра
Кавотта — другий з трьох дітей, народжених його батьками Майком («Фінн») і Морін Кавотта, після старшого брата Майкла, але перед молодшою сестрою Гейлі. Кавотта виріс у Морленд-Гіллз, штат Огайо. Він здобув освіту в Оранжевих школах у сусідньому Пеппер-Пайк, штат Огайо. Він закінчив Середню оранжську школа у 1989 році. Наприкінці школи він грав у кількох рок-гуртах, переважно в стилі хард-рок і хеві-метал.
Кавотта є випускником Коледжу мистецтва та дизайну Колумбуса з акцентом на живопис та ілюстрацію.
Кавотта писав щотижневу колонку для MagicTheGathering.com під назвою «Taste the Magic» з лютого 2005 року по вересень 2007 року. Колонка була зосереджена на розвитку світу, мистецтві, персонажах та іншій інтелектуальній власності для Magic, першої, хто зробив це комплексно. Він також написав та проілюстрував три неопубліковані дитячі книжки, а також зробив ілюстрації для інтер'єру в Oriental Adventures, Manual of the Planes та Deities and Demigods.
Після ранньої мистецької кар'єри, яка включала незалежну ілюстрацію та успішні проєкти з розробки іграшок, Кавотта здобув популярність своїми ілюстраціями до чарівних карток. Гравцем у гру як хобі протягом усього життя він працював у Wizards of the Coast творчим керівником Magic з 2004 по 2006 рік.